# Liste des chansons écrites par Jacques Revaux
Cet article recense les chansons écrites par le compositeur Jacques Revaux.
Jacques Revaux est connu, voir reconnu pour sa longue et prolifique collaboration avec Michel Sardou pour lequel, durant trente ans, il compose de nombreuses chansons. Parallèlement, de 1976 à 1977, il est directeur artistique de Johnny Hallyday, pour lequel il réalise plusieurs albums et chansons.
Il a également composé pour Claude François, Richard Anthony, Sylvie Vartan, Eddy Mitchell, Charles Aznavour parmi d'autres...

## Chansons pour Michel Sardou
Les musiques sont de Jacques Revaux, toutefois il est indiqué lorsqu'il s'agit d'une collaboration.
| Titre                                                                             | Paroles                            | Musique                                                        | Date | Support |
| --------------------------------------------------------------------------------- | ---------------------------------- | -------------------------------------------------------------- | ---- | --- |
| Les filles d'aujourd'hui                                                          | Michel Sardou                      |                                                                | 1966 | super 45 tours |
| Dis, Marie                                                                        | Ralph Bernet                       |                                                                | 1966 | super 45 tours |
| Les beatnicks                                                                     | Patrice Laffont                    |                                                                | 1966 | super 45 tours |
| Si je parle beaucoup                                                              | Michel Sardou                      |                                                                | 1966 | super 45 tours |
| Mods et rockers                                                                   | Patrice Laffont                    |                                                                | 1966 | super 45 tours |
| Raconte une histoire                                                              | Michel Sardou, Patrice Laffont     |                                                                | 1966 | super 45 tours |
| Encore 200 jours                                                                  | Michel Sardou                      |                                                                | 1966 | super 45 tours |
| Le visage de l'année                                                              | Patrice Laffont                    |                                                                | 1966 | super 45 tours |
| Merci Seigneur                                                                    | Michel Sardou                      |                                                                | 1967 | super 45 tours |
| Tu as changé                                                                      | Michel Sardou                      |                                                                | 1967 | super 45 tours et album Petit - Les Ricains (1971)                                                                                   |
| 100 000 universités                                                               | Michel Sardou, Ralph Bernet        |                                                                | 1967 | super 45 tours et album Petit - Les Ricains (1971)                                                                                   |
| Petit                                                                             | Michel Sardou                      |                                                                | 1967 | super 45 tours album J'habite en France (1970) album Sardou 66 (1989)                                                                |
| Les fougères                                                                      | Michel Sardou                      |                                                                | 1967 | super 45 tours |
| Nous n'aurons pas d'enfant                                                        | michel Sardou                      |                                                                | 1968 | super 45 tours et album Petit - Les Ricains (1971)                                                                                   |
| Le folk-song melody                                                               | Michel Sardou                      |                                                                | 1968 | super 45 tours et album Petit - Les Ricains (1971)                                                                                   |
| Si j'avais un frère                                                               | Michel Sardou                      |                                                                | 1968 | super 45 tours et album Petit - Les Ricains (1971)                                                                                   |
| Je ne t'ai pas trompée                                                            | Michel Sardou, Patrick Larue       |                                                                | 1968 | super 45 tours et album Petit - Les Ricains (1971)                                                                                   |
| God save                                                                          | Ralph Bernet, Michel Sardou        |                                                                | 1968 | super 45 tours |
| Madame je...                                                                      | Michel Sardou                      |                                                                | 1968 | super 45 tours |
| America, America                                                                  | Michel Sardou, Vline Buggy         | en collaboration avec Pierre Billon                            | 1969 | 45 tours album J'habite en France |
| Monsieur le Président de France                                                   | Michel Sardou                      |                                                                | 1969 | 45 tours album J'habite en France (1970) album album Danton (1972, nouvelle version)                                                 |
| Auprès de ma tombe                                                                | Michel Sardou                      |                                                                | 1970 | album J'habite en France |
| Les Bals populaires                                                               | Michel Sardou, Vline Buggy         |                                                                | 1970 | album J'habite en France |
| Les dimanches                                                                     | Michel Sardou, Pierre Delanoë      |                                                                | 1970 | album J'habite en France |
| Et mourir de plaisir                                                              | Michel Sardou, Vline Buggy         |                                                                | 1970 | album J'habite en France |
| J'habite en France                                                                | Michel Sardou, Vline Buggy         |                                                                | 1970 | album J'habite en France |
| La neige                                                                          | Michel Sardou, Vline Buggy         |                                                                | 1970 | album J'habite en France |
| Quelques mots d'amour                                                             | Michel Sardou, Vline Buggy         |                                                                | 1970 | album J'habite en France |
| Restera-t-il encore ?                                                             | Michel Sardou                      |                                                                | 1970 | album J'habite en France |
| Je t'aime, je t'aime                                                              | Michel Sardou                      |                                                                | 1971 | 45 tours |
| La corrida n'aura pas lieu                                                        | Michel Sardou, Pierre Delanoë      |                                                                | 1971 | 45 tours et album Olympia 71 |
| Le Rire du sergent                                                                | Michel Sardou, Yves Dessca         |                                                                | 1971 | 45 tours |
| Vive la mariée                                                                    | Michel Sardou                      |                                                                | 1971 | 45 tours |
| Laisse-moi vivre                                                                  | Michel Sardou                      |                                                                | 1971 | album Olympia 71 |
| La colombe (Restera-t-il encore ?)                                                | Michel Sardou                      |                                                                | 1972 | album Olympia 71 (Sur la musique de Restera-t-il encore?, voir l'album J'habite en France, avec des paroles quelque peu différentes) |
| Avec l'amour                                                                      | Michel Sardou, Yves Dessca         |                                                                | 1972 | 45 tours |
| Bonsoir Clara                                                                     | Michel Sardou, Yves Dessca         |                                                                | 1972 | 45 tours album Danton |
| La chanson d'adieu                                                                | Michel Sardou, Yves Dessca         |                                                                | 1972 | album Danton |
| Danton                                                                            | Michel Sardou, Maurice Vidalin     |                                                                | 1972 | album Danton |
| Un enfant                                                                         | Michel Sardou                      |                                                                | 1972 | album Danton |
| Le fils de Ferdinand                                                              | Michel Sardou, Yves Dessca         |                                                                | 1972 | album Danton |
| Les gens du show business                                                         | Michel Sardou, Yves Dessca         |                                                                | 1972 | album Danton |
| J'ai chanté                                                                       | Michel Sardou, Yves Dessca         |                                                                | 1972 | album Danton |
| Mon mal de foie                                                                   | Michel Sardou                      |                                                                | 1972 | album Danton |
| Le Surveillant général                                                            | Michel Sardou                      |                                                                | 1972 | album Danton |
| Le vieux est de retour                                                            | Michel Sardou                      |                                                                | 1972 | album Danton |
| Le curé                                                                           | Michel Sardou, Pierre Delanoë      |                                                                | 1973 | album La Maladie d'amour |
| Hallyday (Le Phénix)                                                              | Michel Sardou                      |                                                                | 1973 | album La Maladie d'amour |
| Interdit aux bébés                                                                | Michel Sardou                      |                                                                | 1973 | album La Maladie d'amour |
| Je deviens fou                                                                    | Michel Sardou                      |                                                                | 1973 | album La Maladie d'amour |
| La maladie d'amour                                                                | Michel Sardou, Yves Dessca         |                                                                | 1973 | album La Maladie d'amour |
| La marche en avant                                                                | Michel Sardou, Pierre Delanoë      |                                                                | 1973 | album La Maladie d'amour |
| Tu es Pierre                                                                      | Michel Sardou, Pierre Delanoë      |                                                                | 1973 | album La Maladie d'amour |
| Tuez-moi                                                                          | Michel Sardou, Pierre Delanoë      |                                                                | 1973 | album La Maladie d'amour |
| Les Vieux Mariés                                                                  | Michel Sardou, Pierre Delanoë      |                                                                | 1973 | album La Maladie d'amour |
| Les Villes de solitude                                                            | Michel Sardou, Pierre Delanoë      |                                                                | 1973 | album La Maladie d'amour |
| Zombi Dupont                                                                      | Michel Sardou, Pierre Delanoë      |                                                                | 1973 | album La Maladie d'amour |
| Une fille aux yeux clairs                                                         | Michel Sardou, Claude Lemesle      |                                                                | 1974 | 45 tours |
| Le bon temps c'est quand ?                                                        | Michel Sardou, Pierre Delanoë      |                                                                | 1974 | 45 tours et album Olympia 75 (1975)                                                                                                  |
| Je veux l'épouser pour un soir                                                    | Michel Sardou, Claude Lemesle      |                                                                | 1974 | 45 tours |
| J'ai 2000 ans                                                                     | Michel Sardou, Claude Lemesle      |                                                                | 1974 | 45 tours |
| Un accident                                                                       | Michel Sardou                      |                                                                | 1975 | 45 tours |
| Requin chagrin (en duo avec Mireille Darc)                                        | Michel Sardou, Pierre Delanoë      |                                                                | 1975 | 45 tours |
| Le temps rétro                                                                    | Michel Sardou, Pierre Delanoë      |                                                                | 1975 | album Olympia 75 |
| Le France                                                                         | Michel Sardou, Pierre Delanoë      |                                                                | 1975 | 45 tours et album La Vieille |
| Fais des chansons                                                                 | Michel Sardou, Pierre Delanoë      |                                                                | 1975 | 45 tours |
| J'accuse                                                                          | Michel Sardou, Pierre Delanoë      |                                                                | 1976 | album La Vieille |
| Je suis pour                                                                      | Michel Sardou                      |                                                                | 1976 | album La Vieille |
| Je vais t'aimer                                                                   | Gilles Thibaut                     | en collaboration avec Michel Sardou                            | 1976 | album La Vieille |
| Je vous ai bien eus                                                               | Michel Sardou, Pierre Delanoë      |                                                                | 1976 | album La Vieille |
| Rien                                                                              | Michel Sardou, Gilles Thibaut      |                                                                | 1976 | album La Vieille |
| Un roi barbare                                                                    | Michel Sardou, Claude Lemesle      |                                                                | 1976 | album La Vieille |
| Le temps des colonies                                                             | Michel Sardou, Pierre Delanoë      |                                                                | 1976 | album La Vieille |
| La vallée des poupées                                                             | Michel Sardou, Pierre Delanoë      |                                                                | 1976 | album La Vieille |
| La vieille                                                                        | Michel Sardou, Gilles Thibaut      |                                                                | 1976 | album La Vieille |
| W 454                                                                             | Michel Sardou, Pierre Delanoë      |                                                                | 1976 | album La Vieille |
| La manif                                                                          | Michel Sardou, Pierre Delanoë      |                                                                | 1976 | 45 tours |
| C'est ma vie                                                                      | Michel Sardou, Pierre Delanoë      |                                                                | 1977 | album La Java de Broadway |
| Comme d'habitude                                                                  | Claude François, Gilles Thibaut    | en collaboration avec Claude François                          | 1977 | album La Java de Broadway |
| Dix ans plus tôt                                                                  | Michel Sardou, Pierre Billon       |                                                                | 1977 | album La Java de Broadway |
| Dixit Virgile (Ad libitum)                                                        | Michel Sardou, Pierre Delanoë      |                                                                | 1977 | album La Java de Broadway |
| Une drôle de danse                                                                | Michel Sardou                      |                                                                | 1977 | album La Java de Broadway |
| La Java de Broadway                                                               | Michel Sardou, Pierre Delanoë      |                                                                | 1977 | album La Java de Broadway |
| Manie, manie                                                                      | Michel Sardou, Pierre Delanoë      |                                                                | 1977 | album La Java de Broadway |
| Qu'est-ce qu'il a dit ?                                                           | Michel Sardou, Pierre Delanoë      |                                                                | 1977 | album La Java de Broadway |
| Seulement l'amour                                                                 | Michel Sardou, Pierre Delanoë      |                                                                | 1977 | album La Java de Broadway |
| Carcassonne                                                                       | Michel Sardou                      |                                                                | 1979 | album Verdun |
| Je ne suis pas mort, je dors !                                                    | Michel Sardou, Pierre Billon       |                                                                | 1979 | album Verdun |
| La main aux fesses                                                                | Michel Sardou, Pierre Billon       |                                                                | 1979 | album Verdun |
| Qui est Dieu ? (en duo avec Romain Sardou)                                        | Michel Sardou                      |                                                                | 1979 | album Verdun |
| Dans la même année                                                                | Michel Sardou, Pierre Billon       |                                                                | 1979 | 45 tours |
| Deborah                                                                           | Michel Sardou                      | en collaboration avec Pierre Billon                            | 1979 | 45 tours |
| La donneuse                                                                       | Pierre Billon, Pierre Delanoë      |                                                                | 1980 | album Victoria |
| Dossier D                                                                         | Pierre Billon, Pierre Delanoë      |                                                                | 1980 | album Victoria |
| La génération Loving You                                                          | Michel Sardou, Pierre Delanoë      | en collaboration avec Pierre Billon                            | 1980 | album Victoria |
| La haine                                                                          | Pierre Delanoë                     | en collaboration avec Pierre Billon                            | 1980 | album Victoria |
| La maison en enfer                                                                | Pierre Billon, Pierre Delanoë      |                                                                | 1980 | album Victoria |
| Marco Perez (le playboy)                                                          | Pierre Billon, Pierre Delanoë      |                                                                | 1980 | album Victoria |
| UFO                                                                               | Pierre Billon, Pierre Delanoë      |                                                                | 1980 | album Victoria |
| Victoria                                                                          | Pierre Delanoë                     | en collaboration avec Pierre Billon                            | 1980 | album Victoria |
| La pluie de Jules César                                                           | Pierre Delanoë                     | en collaboration avec Pierre Billon                            | 1980 | album Victoria |
| K7                                                                                | Michel Sardou, Pierre Billon       |                                                                | 1980 | 45 tours |
| Si j'étais                                                                        | Michel Sardou                      | en collaboration avec Pierre Billon                            | 1980 | 45 tours |
| L'autre femme                                                                     | Michel Sardou, Pierre Delanoë      | en collaboration avec Michel Sardou                            | 1981 | album Les Lacs du Connemara |
| Être une femme                                                                    | Michel Sardou, Pierre Delanoë      | en collaboration avec Michel Sardou et Pierre Billon           | 1981 | album Les Lacs du Connemara |
| Je viens du sud                                                                   | Michel Sardou, Pierre Delanoë      |                                                                | 1981 | album Les Lacs du Connemara |
| Les Lacs du Connemara                                                             | Michel Sardou, Pierre Delanoë      |                                                                | 1981 | album Les Lacs du Connemara |
| Les mamans qui s'en vont                                                          | Michel Sardou, Jean-Loup Dabadie   |                                                                | 1981 | album Les Lacs du Connemara |
| Le mauvais homme                                                                  | Jean-Loup Dabadie, Michel Sardou   | en collaboration avec Pierre Billon                            | 1981 | album Les Lacs du Connemara |
| Préservation                                                                      | Michel Sardou, Pierre Delanoë      |                                                                | 1981 | album Les Lacs du Connemara |
| Afrique adieu                                                                     | Michel Sardou                      | en collaboration avec Michel Sardou                            | 1982 | album Il était là |
| Les années trente                                                                 | Michel Sardou, Pierre Delanoë      |                                                                | 1982 | album Il était là |
| Côté soleil                                                                       | Michel Sardou, Pierre Delanoë      |                                                                | 1982 | album Il était là |
| Il était là (le fauteuil)                                                         | Michel Sardou, Pierre Delanoë      |                                                                | 1982 | album Il était là |
| Ma mémoire                                                                        | Michel Sardou, Pierre Delanoë      |                                                                | 1982 | album Il était là |
| Merci… pour tout (Merci Papa)                                                     | Michel Sardou, Pierre Delanoë      |                                                                | 1982 | album Il était là |
| Vivant                                                                            | Michel Sardou, Pierre Delanoë      |                                                                | 1982 | album Il était là |
| À l'italienne                                                                     | Michel Sardou, Pierre Delanoë      | en collaboration avec Jean-Pierre Bourtayre                    | 1983 | album Vladimir Ilitch |
| L'an mil                                                                          | Michel Sardou, Pierre Barret       |                                                                | 1983 | album Vladimir Ilitch |
| Les bateaux du courrier                                                           | Michel Sardou, Didier Barbelivien  | en collaboration avec Jean-Pierre Bourtayre                    | 1983 | album Vladimir Ilitch |
| Bière et Fraulein                                                                 | Michel Sardou, Didier Barbelivien  | en collaboration avec Jean-Pierre Bourtayre                    | 1983 | album Vladimir Ilitch |
| La chanteuse de rock                                                              | Michel Sardou, Pierre Delanoë      | en collaboration avec Jean-Pierre Bourtayre                    | 1983 | album Vladimir Ilitch |
| Elle s'en va de moi                                                               | Michel Sardou                      |                                                                | 1983 | album Vladimir Ilitch |
| Si l'on revient moins riches                                                      | Michel Sardou, Didier Barbelivien  |                                                                | 1983 | album Vladimir Ilitch |
| Vladimir Ilitch                                                                   | Michel Sardou, Pierre Delanoë      | en collaboration avec Jean-Pierre Bourtayre                    | 1983 | album Vladimir Ilitch |
| L'atlantique (en duo avec Sylvie Vartan)                                          | Michel Sardou, Pierre Delanoë      | en collaboration avec Roger Loubet                             | 1983 | Maxi 45 tours Vartan Sardou |
| La première fois qu'on s'aimera (en duo avec Sylvie Vartan)                       | Michel Sardou, Pierre Delanoë      |                                                                | 1983 | Maxi 45 tours Vartan Sardou |
| Los Angélien                                                                      | Michel Sardou, Pierre Delanoë      | en collaboration avec Jean-Pierre Bourtayre                    | 1984 | 45 tours |
| Atmosphères                                                                       | Michel Sardou, Didier Barbelivien  |                                                                | 1984 | album Io Domenico |
| La débandade                                                                      | Michel Sardou, Pierre Delanoë      |                                                                | 1984 | album Io Domenico |
| Délire d'amour                                                                    | Michel Sardou, Pierre Delanoë      | en collaboration avec Jean-Pierre Bourtayre                    | 1984 | album Io Domenico |
| Délivrance                                                                        | Michel Sardou, Pierre Delanoë      |                                                                | 1984 | album Io Domenico |
| Les Deux Écoles                                                                   | Michel Sardou, Pierre Delanoë      |                                                                | 1984 | album Io Domenico |
| Du blues dans mes chansons                                                        | Michel Sardou, Michel Mallory      |                                                                | 1984 | album Io Domenico |
| Io Domenico                                                                       | Michel Sardou - Pierre Delanoë     | en collaboration avec Jean-Pierre Bourtayre                    | 1984 | album Io Domenico |
| Rouge                                                                             | Michel Sardou, Didier Barbelivien  |                                                                | 1984 | album Io Domenico |
| Le verre vide                                                                     | Michel Sardou - Pierre Delanoë     |                                                                | 1984 | album Io Domenico |
| Une femme ma fille                                                                | Michel Sardou, Pierre Delanoë      | en collaboration avec Jean-Pierre Bourtayre                    | 1984 | 45 tours |
| 1965                                                                              | Michel Sardou                      | en collaboration avec Jean-Pierre Bourtayre                    | 1985 | album Chanteur de jazz |
| 18 ans 18 jours                                                                   | Michel Sardou                      | en collaboration avec Jean-Pierre Bourtayre                    | 1985 | album Chanteur de jazz |
| Chanteur de jazz                                                                  | Michel Sardou, Jean-Loup Dabadie   | en collaboration avec Jean-Pierre Boutayre                     | 1985 | album Chanteur de jazz |
| Une lettre à ma femme pour tout lui expliquer                                     | Michel Sardou, Didier Barbelivien  | en collaboration avec Jean-Pierre Bourtayre                    | 1985 | album Chanteur de jazz |
| Les mots d'amour                                                                  | Michel Sardou, Didier Barbelivien  | en collaboration avec Jean-Pierre Bourtayre                    | 1985 | album Chanteur de jazz |
| Voyageur immobile                                                                 | Michel Sardou, Jean-Loup Dabadie   |                                                                | 1985 | album Chanteur de jazz |
| L'acteur                                                                          | Jean-Loup Dabadie, Michel Sardou   |                                                                | 1987 | album Musulmanes |
| Féminin comme                                                                     | Jean-Loup Dabadie, Michel Sardou   | en collaboration avec Jean-Pierre Bourtayre                    | 1987 | album Musulmanes |
| Happy birthday                                                                    | Michel Sardou, Didier Barbelivien  | en collaboration avec Jean-Pierre Bourtayre                    | 1987 | album Musulmanes |
| Minuit moins dix                                                                  | Michel Sardou                      | en collaboration avec Jean-Pierre Bourtayre                    | 1987 | album Musulmanes |
| Musulmanes                                                                        | Michel Sardou                      | en collaboration avec Jean-Pierre Bourtayre                    | 1987 | album Musulmanes |
| Les prochains Jours de Pearl Harbor                                               | Michel Sardou, Didier Barbelivien  | en collaboration avec Jean-Pierre Bourtayre                    | 1987 | album Musulmanes |
| Les routes de Rome                                                                | Pierre Barret, Michel Sardou       |                                                                | 1987 | album Musulmanes |
| Tout s'oublie                                                                     | Michel Sardou, Didier Barbelivien  |                                                                | 1987 | album Musulmanes |
| Attention les enfants... danger                                                   | Michel Sardou                      |                                                                | 1988 | album Le Successeur |
| Dans ma mémoire elle était bleue                                                  | Michel Sardou, Pierre Delanoë      |                                                                | 1988 | album Le Successeur |
| Elle en aura besoin plus tard                                                     | Michel Sardou, Didier Barbelivien  |                                                                | 1988 | album Le Successeur |
| Elle pleure son homme                                                             | Michel Sardou, Didier Barbelivien  |                                                                | 1988 | album Le Successeur |
| Elle revient dans cinq ans                                                        | Michel Sardou                      |                                                                | 1988 | album Le Successeur |
| Les hommes qui ne dorment jamais                                                  | Michel Sardou, Didier Barbelivien  |                                                                | 1988 | album Le Successeur |
| Les masques (en duo avec Tina Provenzano)                                         | Michel Sardou, Jean-Michel Bériat  |                                                                | 1988 | album Le Successeur |
| La même eau qui coule                                                             | Michel Sardou, Jean-Michel Bériat  |                                                                | 1988 | album Le Successeur |
| Le Paraguay n'est plus ce qu'il était                                             | Michel Sardou                      |                                                                | 1988 | album Le Successeur |
| Le successeur                                                                     | Michel Sardou, Didier Barbelivien  |                                                                | 1988 | album Le Successeur |
| Vincent                                                                           | Michel Sardou                      |                                                                | 1988 | album Le Successeur |
| L'album de sa vie                                                                 | Michel Sardou, Didier Barbelivien  | en collaboration avec Jean-Pierre Bourtayre                    | 1990 | album Le Privilège |
| Au nom du père                                                                    | Michel Sardou, Didier Barbelivien  | en collaboration avec Michel Sardou                            | 1990 | album Le Privilège |
| L'award                                                                           | Michel Sardou, Pierre Delanoë      | en collaboration avec Jean-Pierre Bourtayre                    | 1990 | album Le Privilège |
| Le blues black brothers                                                           | Michel Sardou, Didier Barbelivien  | en collaboration avec Didier Barbelivien                       | 1990 | album Le Privilège |
| Mam'selle Louisiane                                                               | Michel Sardou - Didier Barbelivien |                                                                | 1990 | album Le Privilège |
| Marie-Jeanne                                                                      | Michel Sardou, Didier Barbelivien  | en collaboration avec Michel Sardou et Jean-Pierre Bourtayre   | 1990 | album Le Privilège |
| Parlons de toi de moi                                                             | Michel Sardou                      | en collaboration avec Michel Sardou                            | 1990 | album Le Privilège |
| Le Privilège                                                                      | Michel Sardou, Didier Barbelivien  | en collaboration avec Michel Sardou                            | 1990 | album Le Privilège |
| Le vétéran                                                                        | Michel Sardou, Didier Barbelivien  |                                                                | 1990 | album Le Privilège |
| Être et ne pas avoir été                                                          | Michel Sardou                      |                                                                | 1993 | album Bercy 93 |
| Casino                                                                            | Michel Sardou                      |                                                                | 1997 | album Salut |
| C'est pas du Brahms                                                               | Michel Sardou, Laurent Chalumeau   | en collaboration avec Jean-Pierre Bourtayre                    | 1997 | album Salut |
| La défensive                                                                      | Michel Sardou, Jean-Loup Dabadie   |                                                                | 1997 | album Salut |
| Une femme s'élance                                                                | Michel Sardou, Jean-Loup Dabadie   |                                                                | 1997 | album Salut |
| Je m'en souviendrai sûrement                                                      | Michel Sardou                      |                                                                | 1997 | album Salut |
| Mon dernier rêve sera pour toi (avec Eddy Mitchell et Johnny Hallyday aux chœurs) | Michel Sardou, Didier Barbelivien  |                                                                | 1997 | album Salut |
| Pleure pas Lola                                                                   | Michel Sardou, Jean-Loup Dabadie   |                                                                | 1997 | album Salut |
| S'enfuir et après                                                                 | Michel Sardou                      |                                                                | 1997 | album Salut |
| T'es mon amie, t'es pas ma femme                                                  | Michel Sardou, Jean-Loup Dabadie   |                                                                | 1997 | album Salut |
| Tu te reconnaîtras                                                                | Michel Sardou                      | en collaboration avec Michel Sardou                            | 1997 | album Salut |
| Salut                                                                             | Michel Sardou, Jean-Loup Dabadie   | en collaboration avec Jean-Pierre Bourtayre                    | 1997 | album Salut |
| Être une femme 2010                                                               | Michel Sardou                      | (remix par Laurent Wolf sur la musique originale de J. Revaux) | 2010 | album Être une femme 2010 |

## Chansons pour Johnny Hallyday
Source pour l'ensemble de la liste, sauf indications contraires et/ou complémentaires.
Outre des compositions, Jacques Revaux a réalisé pour Johnny Hallyday les albums :
- Derrière l'amour (1976)
- Hamlet (1976)
- Johnny Hallyday Story - Palais des sports (1976)
- C'est la vie (1977)

Durant cette période (1976-1977), il occupe auprès du chanteur la fonction de directeur artistique.
Les musiques sont de Jacques Revaux (sauf cas particulier), il est indiqué lorsqu'il est parolier sur un titre, ainsi que les chansons écrites en collaboration.
| Titre                                 | Paroles                      | Musique                               | Date | Support                              |
| ------------------------------------- | ---------------------------- | ------------------------------------- | ---- | ------------------------------------ |
| La fille à qui je pense               | Ralph Bernet                 | en collaboration avec Johnny Hallyday | 1966 | album La Génération perdue           |
| Il te faut grandir encore             | Ralph Bernet, Jacques Revaux | Mick Jones, Tommy Brown               | 1966 | chanson restée inédite jusqu'en 1993 |
| Mon fils                              | Ralph Bernet, Vline Buggy    |                                       | 1967 | super 45 tours 437380                |
| Jeune homme                           | Ralph Bernet                 |                                       | 1968 | album Jeune homme                    |
| Les anges de la nuit                  | Ralph Bernet                 | en collaboration avec Johnny Hallyday | 1969 | album Rivière… ouvre ton lit         |
| Le jour J, l'heure H                  | Ralph Bernet - René Maitre   |                                       | 1976 | album Derrière l'amour               |
| Le ghetto                             | Ralph Bernet                 |                                       | 1976 | album Derrière l'amour               |
| Le cœur en deux                       | Pierre Billon                |                                       | 1977 | 45 tours 6042290                     |
| C'est pas comme ça que tu l'oublieras | Gilles Thibaut               |                                       | 1977 | album C'est la vie                   |
| J'ai oublié de vivre                  | Pierre Billon                |                                       | 1977 | album C'est la vie                   |

## Autres chansons et interprètes
Les musiques sont de Jacques Revaux (sauf cas particulier), il est indiqué lorsqu'il est parolier sur un titre, ainsi que les chansons écrites en collaboration.
Liste non exhaustive
| Titre                               | Paroles                         | Musique                               | Interprète                   | Date | Support                                     |
| ----------------------------------- | ------------------------------- | ------------------------------------- | ---------------------------- | ---- | ------------------------------------------- |
| Comme d'habitude                    | Gilles Thibaut, Claude François | en collaboration avec Claude François | Claude François              | 1967 | 33 tours                                    |
| Plante un arbre                     | Pierre Delanoe                  |                                       | Richard Anthony              | 1967 | Maxi 45 tours et double album               |
| Si chaque soir meurt une rose       | Jean-Michel Rivat, Frank Thomas |                                       | Richard Anthony              | 1968 | Maxi 45 tours et double album               |
| Olivier                             | Vline Buggy                     |                                       | Claude François              | 1970 | 33 tours                                    |
| Chanter les voix                    | Michel Sardou                   |                                       | Dalida                       | 1971 | 33 tours                                    |
| L'amour se meurt                    | Gilles Thibaut                  |                                       | Claude François              | 1972 | album Le Lundi au soleil                    |
| Dieu voit le travail du charpentier | Jean-Michel Rivat, Frank Thomas |                                       | Richard Anthony              | 1974 | album Richard Anthony, Amoureux de ma femme |
| La Première Fois qu'on s'aimera     | Michel Sardou, Pierre Delanoë   |                                       | Sylvie Vartan, Michel Sardou | 1983 | Maxi 45 tours Vartan Sardou                 |
| L'Atlantique                        | Michel Sardou, Pierre Delanoë   | en collaboration avec Roger Loubet    | Sylvie Vartan, Michel Sardou | 1983 | Maxi 45 tours Vartan Sardou                 |
|                                     |                                 |                                       |                              |      |                                             |